# Jean-Paul Marat
Pour les articles homonymes, voir Marat.
Jean-Paul Marat, né le 24 mai 1743 à Boudry (principauté de Neuchâtel) et mort le 13 juillet 1793 à Paris, est un médecin, physicien, journaliste et homme politique français d’origine prussienne. Usurpateur de noblesse avant la chute du régime monarchique, il devient député montagnard à la Convention à l’époque de la Révolution. Il joue un rôle de premier plan dans les premières années de la Révolution, grâce à son journal, L'Ami du peuple. Fréquemment accusé d'inciter à la violence, il est l'un des principaux instigateurs des Massacres de Septembre. 
Son assassinat par Charlotte Corday permet aux hébertistes et aux robespierristes de faire de lui un martyr de la Révolution, d'installer pendant quelques mois ses restes au Panthéon et de justifier la Terreur.

## Médecin et physicien

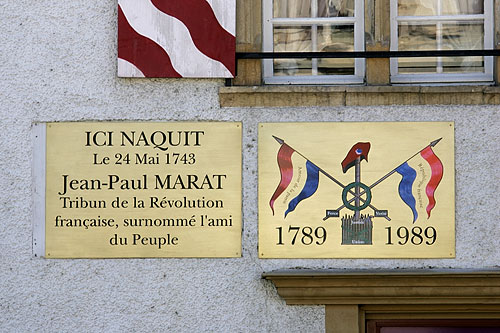
Plaque commémorative sur la maison natale de Jean-Paul Marat à Boudry.

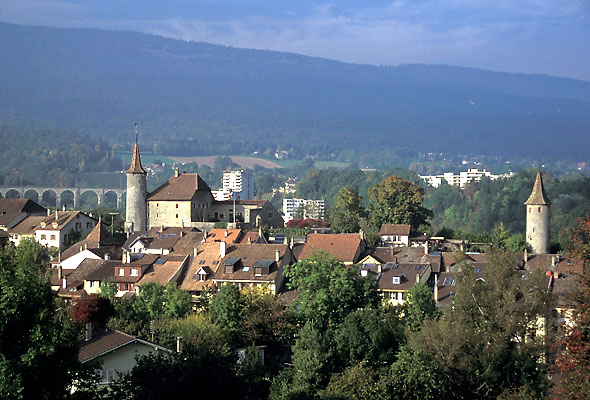
Vue de Boudry

Marat naît à Boudry, dans la principauté de Neuchâtel (dont le territoire correspond à celui de l'actuel canton de Neuchâtel en Suisse) ; il est le fils de Jean-Baptiste Marat, un prêtre mercédaire défroqué d'origine sarde né à Cagliari en 1704 et dessinateur en indiennes converti au calvinisme, et de la Genevoise Louise Cabrol dont la famille calviniste était originaire du Rouergue ; la famille Mara francisa son nom en Marat. Jean-Paul avait un frère cadet, David (1756-1821), qui fut professeur de littérature française au lycée impérial de Tsarskoïe Selo.
En 1759, après ses études au collège, le futur conventionnel quitte Neuchâtel et sa famille, et devient pendant deux ans le précepteur des enfants de Pierre-Paul Nairac, grand armateur négrier bordelais. Marqué par la thématique de l'esclavage, il produira plus tard, en 1785, pour l'Académie de Bordeaux, une dissertation à l'éloge des idées anti-esclavagistes du philosophe Montesquieu.
Après un séjour à Paris de 1762 à 1765, où il complète ses études et acquiert en autodidacte[réf. nécessaire] une formation de médecin, il se fixe à Londres, puis à Newcastle en 1770, où il exerce comme médecin et peut-être comme vétérinaire. Entre 1770 et 1772, il écrit Les Aventures du jeune comte Potowski, un roman épistolaire dans le goût du temps, qui demeure inédit. En 1772, il publie anonymement An Essay on the Human Soul, puis, après son retour dans la capitale britannique, en 1773, un second écrit philosophique, A Philosophical Essay on Man, qui est réédité en 1775. Disciple de Rousseau, il attaque plusieurs fois Helvétius, traité d'« esprit faux et superficiel », dans cet ouvrage, mais aussi Voltaire, qu'il qualifie d'« inconséquent » et qui lui répond par le persiflage dans un petit article, paru dans le Journal de politique et de littérature le 5 mai 1777.
En mai 1774, Marat fait paraître à Londres les Chains of Slavery, qui s'inscrit dans le contexte de la campagne électorale qui voit l'élection de John Wilkes comme alderman, puis lord-maire de Londres.
Pendant son séjour en Angleterre, il est reçu franc-maçon dans une loge londonienne se réunissant en la taverne King’s Head, située Gerrard Street à Soho, sans doute l'Espérance, une loge francophone qui initiera Cagliostro le 12 avril 1777. Son  élévation au grade de maître est datée du 15 juillet 1774 selon son diplôme maçonnique retrouvé et vendu en 1906 à l’Hôtel Drouot. Si des traces de visites dans une loge hollandaise sont documentées, il ne semble pas fréquenter de loge française.
Après un court séjour dans les Provinces-Unies (1774-1775) et l'obtention de son diplôme de médecin à l'université de St Andrews (Écosse) le 30 juin 1775, il s'installe à Paris, où il publie en 1776 une édition française de son traité De l'homme. Le comte d’Artois lui octroie le 24 juin 1777, le brevet de médecin de ses gardes du corps. Il ouvre un cabinet d'expériences où il réalise des recherches en physique expérimentale, en particulier sur la nature du feu, la lumière et l'électricité médicale. En août 1783, ce dernier thème lui vaut d'être couronné par l'Académie de Rouen.

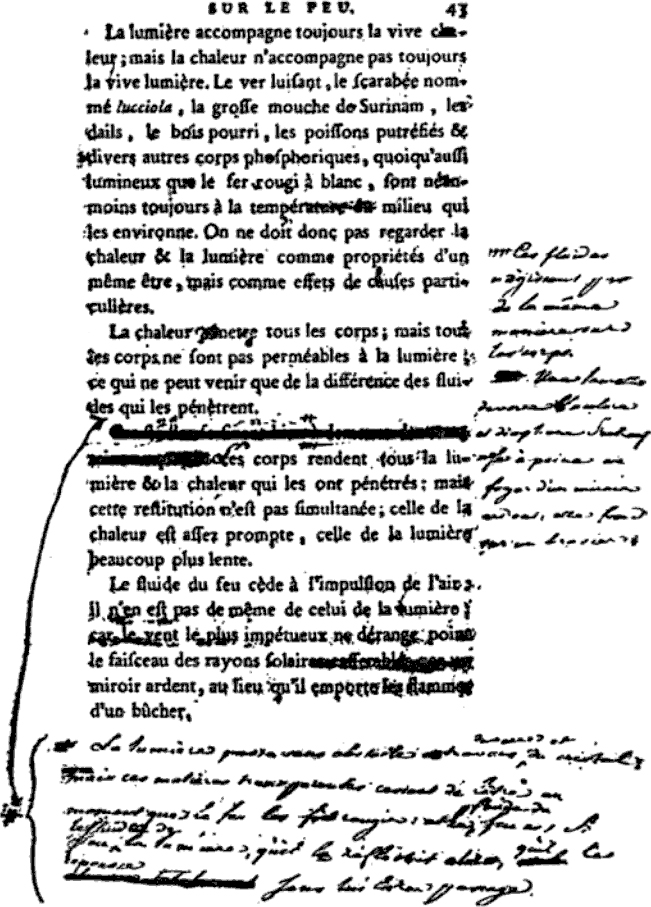
Une page des Recherches physiques sur le Feu avec des corrections manuscrites de la main de Marat.

En 1779, Benjamin Franklin est invité par son ami Jean-Baptiste Le Roy à assister chez le marquis Maximilien de Châteauneuf de L'Aubespine, dans son grand hôtel de la rue de Bourgogne, aux expériences de Marat, qui veut faire ses preuves aussi bien en physique qu'en médecine. En 1778, celui-ci a présenté un mémoire sur la nature du feu, et Jean-Baptiste Le Roy qui a été nommé membre de la commission chargée d'enquêter sur le bien-fondé des théories de Marat, a réussi à y attirer Franklin :

« Ayant exposé sa tête chauve au foyer du microscope solaire (instrument inventé par Marat), nous l’aperçûmes ceinte de vapeurs ondulantes qui se terminaient en pointes torses ; elles représentaient l'espèce de flamme que les peintres ont fait l'attribut du génie. »

Ces recherches lui valent des critiques défavorables de l'Académie des sciences de Paris.

En 1780, dans son Plan de législation criminelle, il fustige les inégalités et soutient que le droit à l'existence est supérieur au droit de propriété :

« Le droit de posséder découle de celui de vivre : ainsi, tout ce qui est indispensable à notre existence est à nous, et rien de superflu ne saurait nous appartenir légitimement tandis que d’autres manquent du nécessaire. Voilà le fondement légitime de toute propriété et dans l’état de société et dans l’état de nature. »

Tombé malade en 1782, outre ses démêlés scientifiques, il connaît des revers de fortune, avant de perdre en 1784, sa charge de médecin auprès du comte d'Artois,,. Dans les années 1780, Marat continue de soigner Claire de Choiseul, marquise de l'Aubépine de Châteauneuf (1751-1794) qui le soutient financièrement et avec laquelle il aurait eu une liaison intéressée, si l'on en croit les éditeurs de Jacques-Pierre Brissot.
Un autre contemporain qui connaissait particulièrement bien Marat et sa famille, l'ex-abbé Jean-Louis Giraud-Soulavie, un républicain qui est envoyé comme ambassadeur « résident » à Genève en 1793 et 1794, confirme ces informations plus tard corroborées par Barère de Vieuzac :

« Marat sorti de Genève en 1782 et fanatisé à Londres où il retourne en 1790 car poursuivi par La Fayette, revint en 1791 se mettre à la tête des cordeliers, principaux agitateurs de la populace. Ses deux collègues sont Gasc, associé de d'Yvernois dans l'administration des subsides anglais, et Jannot-Lançon. C'est près de ces aventuriers que je fus envoyé par la République française et c'est contre eux que j'eus à lutter, surtout quand je leur prouvai que, sous le voile trompeur de leur démocratie, ils étaient le canal de la distribution dans Lyon des sommes envoyées par la cour de Londres aux chefs patriotes et aux chefs royalistes qui dévastèrent en 1793 ce point central de notre commerce,. »

Marat est un temps pressenti, sans succès, pour fonder une académie à Madrid par le ministre Floridablanca, en 1788. Souffrant de graves crises inflammatoires et croyant ses jours en danger, il rédige même son testament l'été de cette année, qu’il confie à l’horloger suisse Abraham Breguet.

## Armes, blason, devise
Lorsqu'il était médecin de l'écurie et des pages du comte d'Artois, frère du roi, Marat essaya vainement de faire reconnaître sa (fausse[réf. nécessaire]) noblesse espagnole et enregistrer un blason que l'on retrouve sur sa correspondance entre 1778 et 1789.

« Au 1er de (émail inconnu) à un demi-aigle de (émail inconnu) au vol abaissé mouvant du parti ; au 2e tranché en chef de (émail inconnu), à la bande ou demi-chevron de (émail inconnu), et en pointe de pourpre. »

— Écu surmonté d'une couronne de comte.

## La Révolution

### Débuts révolutionnaires

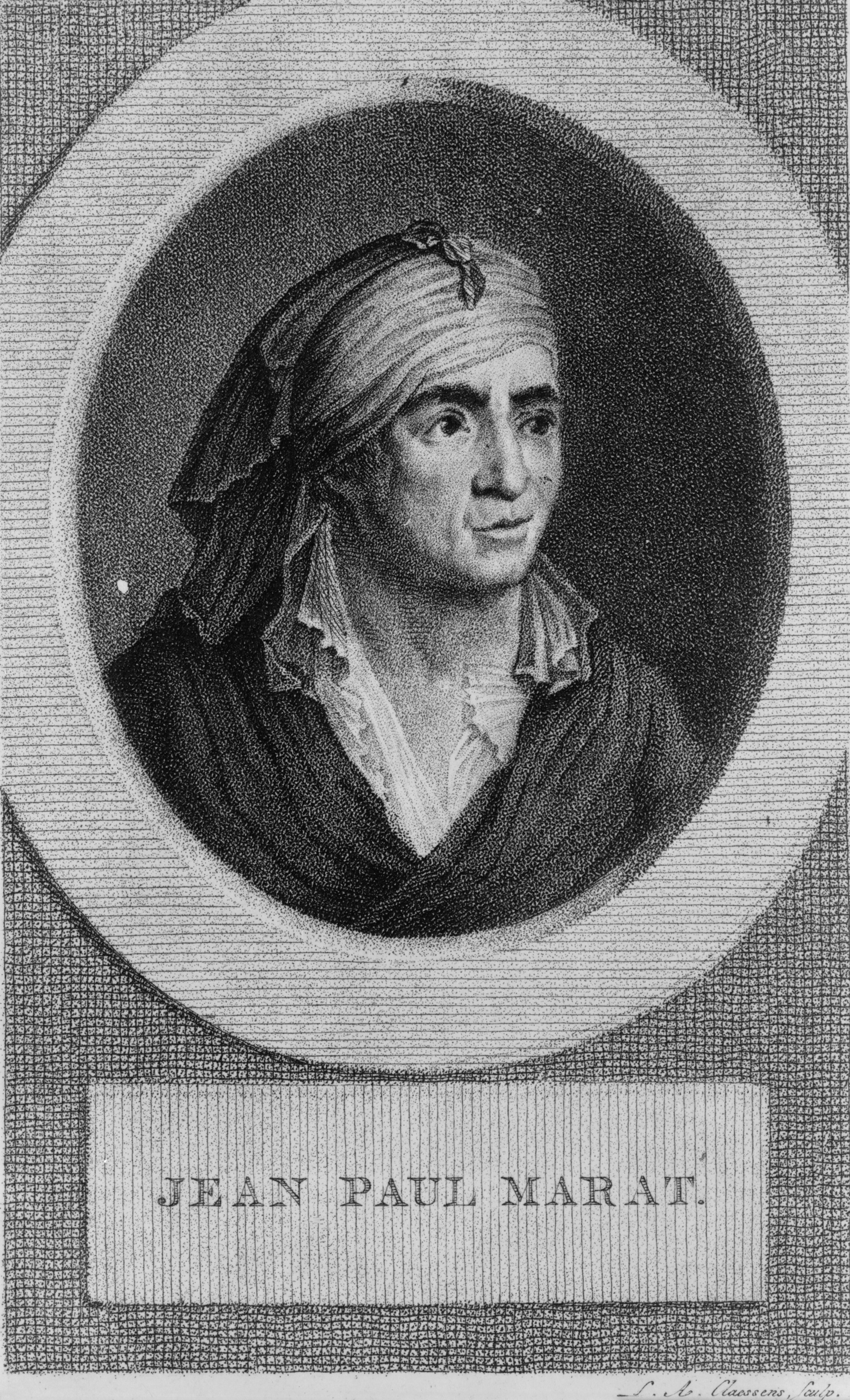
Marat par Claessens.

Le 25 juillet 1789, le comité de Constitution présentait à l’Assemblée, par la voix du député Mounier, un premier projet. À ce moment précis, Marat publie, début août, une feuille in-8° de 8 pages Le Moniteur patriote, entièrement consacrée à la critique du projet de Constitution, critique nourrie, entre autres par son expérience du modèle constitutionnel anglais. Il s'adresse également en ce sens, à la fin du mois d'août, à l'Assemblée nationale dans une lettre intitulée « Tableau des vices de la Constitution Anglaise, présenté en août 1789 aux États-Généraux comme une série d’écueils à éviter dans le Gouvernement qu’ils voulaient donner à la France ».

### Marat Journaliste

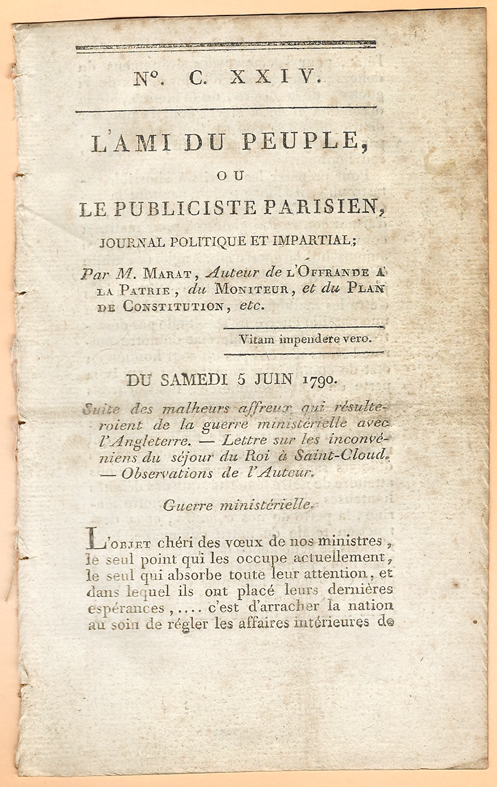
Le Journal de Marat, l'Ami du peuple, 124 du 5 juin 1790.

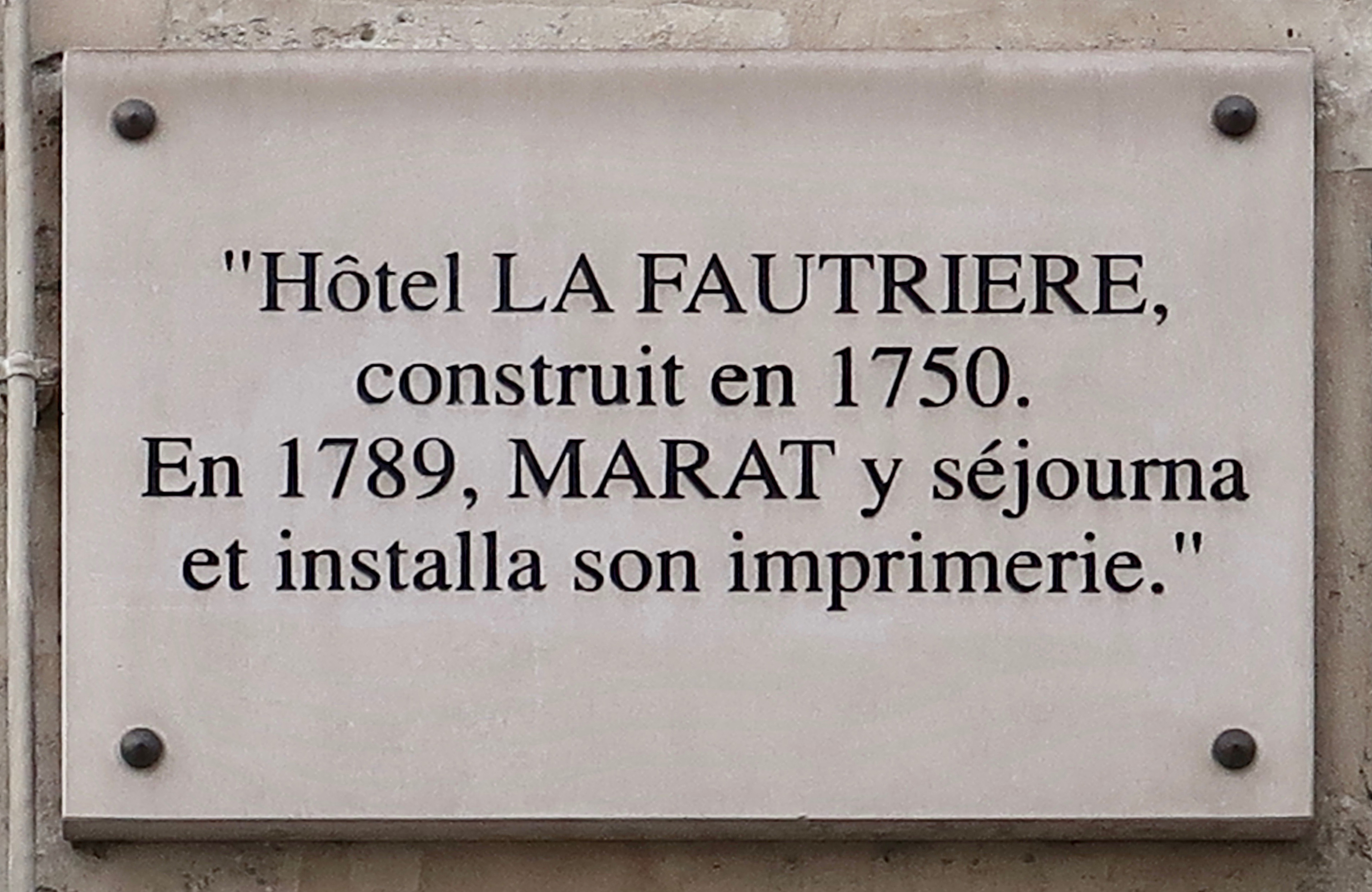
Plaque 16 rue de l'Ancienne-Comédie (Paris).

Le 12 septembre 1789, Marat publie le premier numéro du Publiciste parisien, journal politique, libre et impartial journal quotidien connu sous le titre L’Ami du peuple. Il comporte normalement 8 pages in-8°, parfois 10 ou 12, quelquefois 16. De septembre 1789 à septembre 1792, Marat fait ainsi paraître 685 numéros. Sous la Constituante, il défend la cause des citoyens passifs, des victimes du marc d'argent. En effet, pour être « citoyen actif », il fallait payer un minimum d'impôt annuel correspondant à trois journées de travail et pour être éligible, il fallait payer une contribution annuelle directe d’au moins un marc d'argent (soit environ 50 livres). De plus, les impositions directes de Paris étaient calculées sur le prix du loyer selon la loi du 18 avril 1790. Pour pouvoir être éligible à l'Assemblée nationale, il fallait donc avoir non seulement un loyer, mais un loyer d'au moins 750 livres pour payer les 50 livres d'imposition requises. Le 30 juin 1790, on trouve dans le journal de Marat une « supplique du citoyen passif » où l'on peut lire : « Qu'aurons-nous gagné à détruire l'aristocratie des nobles, si elle est remplacée par l'aristocratie des riches ? Et si nous devons gémir sous le joug de ces nouveaux parvenus […]. »
Il prend même position sur les questions coloniales, entre mai 1791 et avril 1792. Imprégné de la pensée de Montesquieu, auquel il a rendu hommage dans un concours prérévolutionnaire pour l'ironie de son texte De l'esclavage des Nègres en mai 1791, il défend la cause des gens de couleur libérés, regrette l'amendement Rewbell du 15 mai qui reconnaît la citoyenneté à certains, mais en discrimine d'autres. Après la révocation totale de leurs droits par Barnave le 24 septembre, il prédit : « À la différence des Parisiens les hommes de couleur ne sont pas des lâches, ils ne se laisseront pas faire. » Ceux-ci se soulèveront en effet peu après et imposeront à l'assemblée législative, avec l'aide de son groupe brissotin, le décret égalitaire du 24 mars 1792, devenu loi le 4 avril après la sanction royale. Sur l'esclavage, Marat publie le 18 mai 1791 un plan d'abolition progressive de l'esclavage des Noirs avec indemnisation des planteurs. À l'automne 1791, à l'annonce de l'insurrection d'esclaves à Saint-Domingue, il radicalise sa pensée, prenant fait et cause pour les insurgés, dont il prédit le 12 décembre 1791 l'accès à l'indépendance. Juste avant son assassinat, ayant reçu une lettre d'un ami créole, Philippe Rose-Roume, emprisonné après une intrigue de colons blancs, il s'apprête à reparler de la situation à Saint-Domingue dans une lettre à la Convention. Roume sera libéré peu après sur initiative de Chabot.
Marat fait deux voyages en Angleterre au temps de la Révolution. Le premier a lieu dans les années 1790, et le second au printemps 1792. Lorsqu'il revient à Paris, Marat s'est détaché du duc d'Orléans, qu'il a vivement défendu sous l'Assemblée constituante, jusqu'en juillet 1791, pour contribuer à développer désormais le mouvement encore embryonnaire de l'exagération révolutionnaire, qui débute de façon spectaculaire avec les massacres de septembre 1792, se poursuit toute l'année 1793 et se termine avec la fin de la Grande Terreur.

### Massacres de Septembre

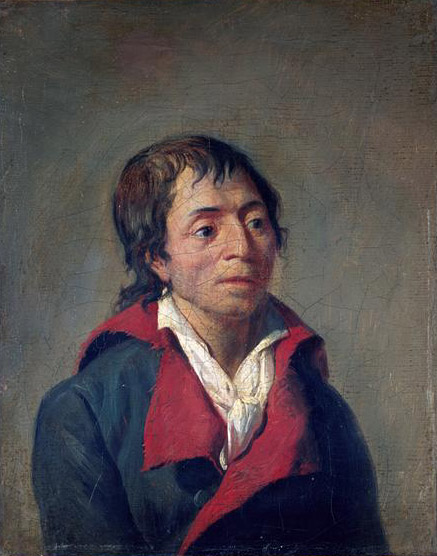
Jean-François Garneray, Portrait de Jean-Paul Marat (fin du XVIIIe siècle), Versailles, musée Lambinet.

Après la journée du 10 août 1792, il incite à la poursuite du mouvement en prônant l’élimination des royalistes emprisonnés. À la différence de ses précédents appels au meurtre, il est cette fois suivi par une partie de la presse, notamment girondine. La publication de l’Ami du peuple cesse au 21 août, et son dernier appel au meurtre date du 19 ; il est cependant probable qu’au moins un placard anonyme du 26 août soit de sa main.
Le 2 septembre 1792, il entre au Comité de surveillance de la Commune de Paris. Dans son journal, il raconte quelque deux jours plus tôt que le[réf. souhaitée] peuple était en grande ébullition[réf. nécessaire] et que les responsables de la journée du 10 août 1792 étaient restés impunis[réf. souhaitée]. Il évoque ceux qui ont assuré la défense du château des Tuileries et la protection de la famille royale. En fait, le tribunal du 17 août a déjà commencé à fonctionner et trois serviteurs des Tuileries ont été exécutés, en particulier Arnaud de La Porte, l’intendant de la liste civile et l'écrivain Farmian du Rosoy. Les sectionnaires extrémistes trouvent cependant que ce tribunal acquitte trop facilement, et juge trop lentement. À la fin août, les visites domiciliaires effectuées pour trouver des armes aboutissent à de nombreuses arrestations ; le 30 août 1792, les prisons de Paris sont pleines.
Les révolutionnaires se rendent alors aux prisons, et y massacrent du 2 au 6 septembre, d’abord prêtres insermentés, puis gardes suisses et gardes du corps du roi, aristocrates suspectés de complot, enfin de nombreux prisonniers de droit commun (au total, il y a environ 1 500 morts). Dès le 3 septembre, il signe, et probablement rédige, la circulaire du 3 septembre imprimée sur ses presses et envoyée aux départements et municipalités de toute la France, et appelant à la généralisation des massacres. Cette circulaire et ses écrits violents ont fortement contribué à le faire tenir pour le principal responsable des massacres, mais cette vision des choses est abandonnée par les historiens depuis les années 1930 et les ouvrages de Louis Gottschalk et Gérard Walter.
Les commissions d'enquête parlementaire réclamées par les girondins tardèrent à se mettre en place.
Le durcissement de la Révolution débouche aussi sur des décisions pour réglementer la spéculation. Au mois de septembre 1792, les élections de la Convention nationale qui doit succéder à la Législative ont lieu, à deux niveaux, selon les prescriptions de la Constitution de 1791.
Le 9 septembre 1792, Marat est choisi par sa section pour être député de Paris à la Convention. Marat, en septembre 1792 dans le Conseil Général de la Commune, estime par approximation à 40 000 le nombre de têtes qu'il faut abattre. Six semaines plus tard, l'abcès social ayant prodigieusement grossi, le chiffre enfle à proportion : c'est 270 000 têtes qu'il demande, toujours par humanité pour « assurer la tranquillité publique », à condition d'être chargé lui-même de cette opération et de cette opération seulement, comme justicier sommaire et temporaire.

### Procès de Louis XVI et comparution devant le tribunal révolutionnaire

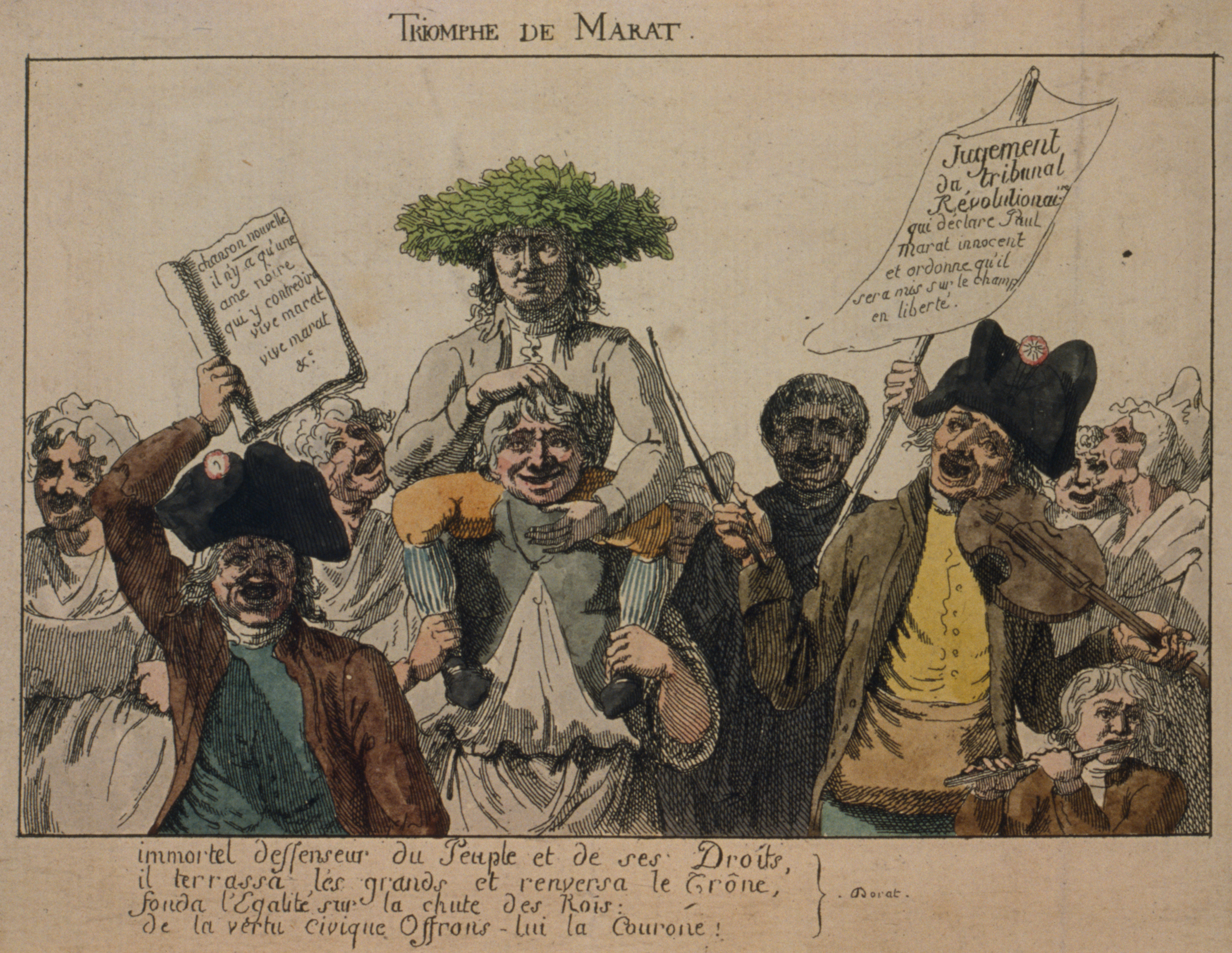
Triomphe de Marat
Marat porté en triomphe par le peuple après son acquittement par le Tribunal révolutionnaire. Gravure anonyme de 1793.
Immortel défenseur du peuple et de ses droits,
Il terrassa les grands et renversa le trône,
Fonda l’égalité sur la chute des rois ;
De la vertu civique offrons-lui la couronne !

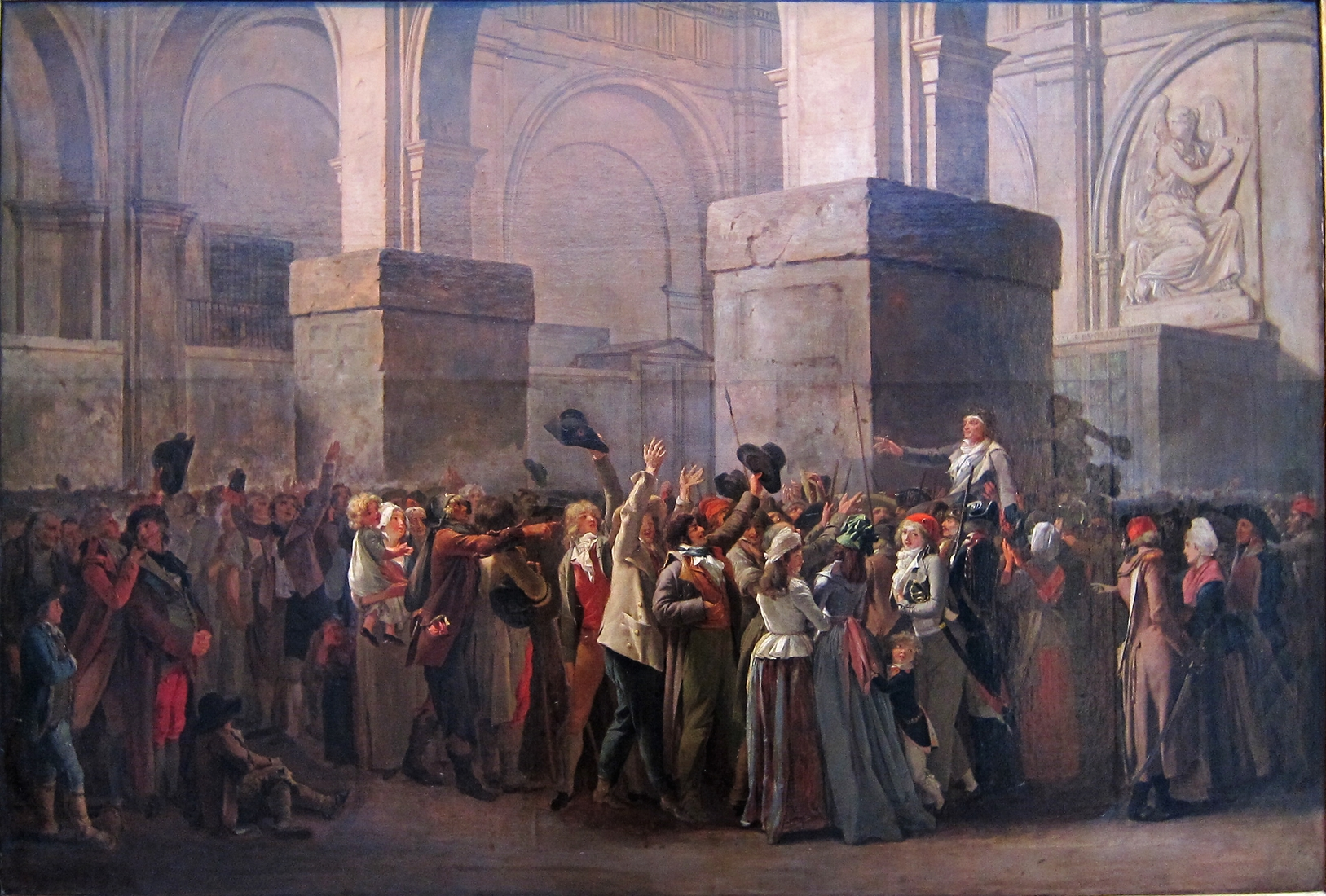
Le Triomphe de Marat (Louis-Léopold Boilly, 1794).

Paradoxalement, il se montre très légaliste sur le sort à infliger à Louis XVI. Au contraire de Robespierre, de Saint-Just, de Jeanbon Saint-André, il veut un vrai procès qui permettrait de mettre en lumière les crimes du roi. Il entend aussi expurger les crimes et délits antérieurs à septembre 1791 (fuite du roi à Varennes et fusillade du Champ-de-Mars) dans la mesure où ils ont été amnistiés. Seule la journée des Tuileries peut donc être retenue contre Louis XVI comme un crime dûment établi. Il n'en vote pas moins la mort du roi dans les 24 heures et rejette bien sûr l'appel au peuple et le sursis. Peu après, il prend l'offensive contre la faction dite des « hommes d’État », c'est-à-dire les partisans de Brissot qu'il dénonce sans répit. Il s'en prend particulièrement à Lebrun-Tondu qu'il accuse d'entretenir des liens avec des « agents de l'étranger », notamment le banquier Édouard de Wackiers, sa famille et les représentants de la banque internationale. Depuis qu'il a été élu à la présidence des jacobins, le 5 avril 1793, une circulaire appelant à l'insurrection et au coup d'État est publiée sous sa signature. « La contre-révolution, affirmait-il, est dans la Convention nationale (…) Levons-nous, oui levons-nous tous ! Mettons en état d'arrestation tous les ennemis de notre Révolution et toutes les personnes suspectes. Exterminons sans pitié tous les conspirateurs si nous ne voulons pas être exterminés nous-mêmes (…) Dumouriez marche sur Paris pour rétablir la royauté (…) Aux armes ! »
Le 12 avril, Élie Guadet (député de la Gironde) lit à la tribune un extrait du manifeste. Jean-Baptiste Boyer-Fonfrède (député de la Gironde) demande que Marat soit décrété d'accusation devant le tribunal révolutionnaire. Il est décrété d'arrestation et incarcéré à la prison de l'Abbaye. 
Le 13 avril, le scrutin sur sa mise en accusation a lieu par appel nominal, le département le Meuse étant tiré au sort pour commencer à voter. Marat est décrété d'accusation devant le tribunal révolutionnaire par 220 voix contre 93, tandis que 373 députés sont absents lors du scrutin, et que 55 se sont abstenus de voter, se sont récusés ou ont demandé un ajournement du scrutin. L'historien Michel Biard estime que cette mise en accusation est possible non parce qu'un grand nombre de députés Montagnards sont alors envoyés en mission, mais parce que bon nombre des députés de la Montagne s'absentent le jour du scrutin et que « Marat est très loin de faire l’objet d’un soutien unanime au sein d’un groupe politique déjà hétérogène ». 
Le 23 avril, l'acte d'accusation contre Marat arrive au ministère de la Justice et celui-ci se constitue prisonnier. Confronté le 24 avril à ses accusateurs et à ses défenseurs, Marat bénéficie d’un jury qui lui est acquis d'avance. Acquitté le 24 avril, Marat, couronné de lauriers, est porté en triomphe.

### Dénonciation des emprunts de Necker
Marat dénonce avec vigueur le coût de la dette publique française induit par l'engouement pour les rentes viagères, sous la direction du ministre des Finances de la fin des années 1770, Jacques Necker.

### Derniers numéros deL'Ami du peuple

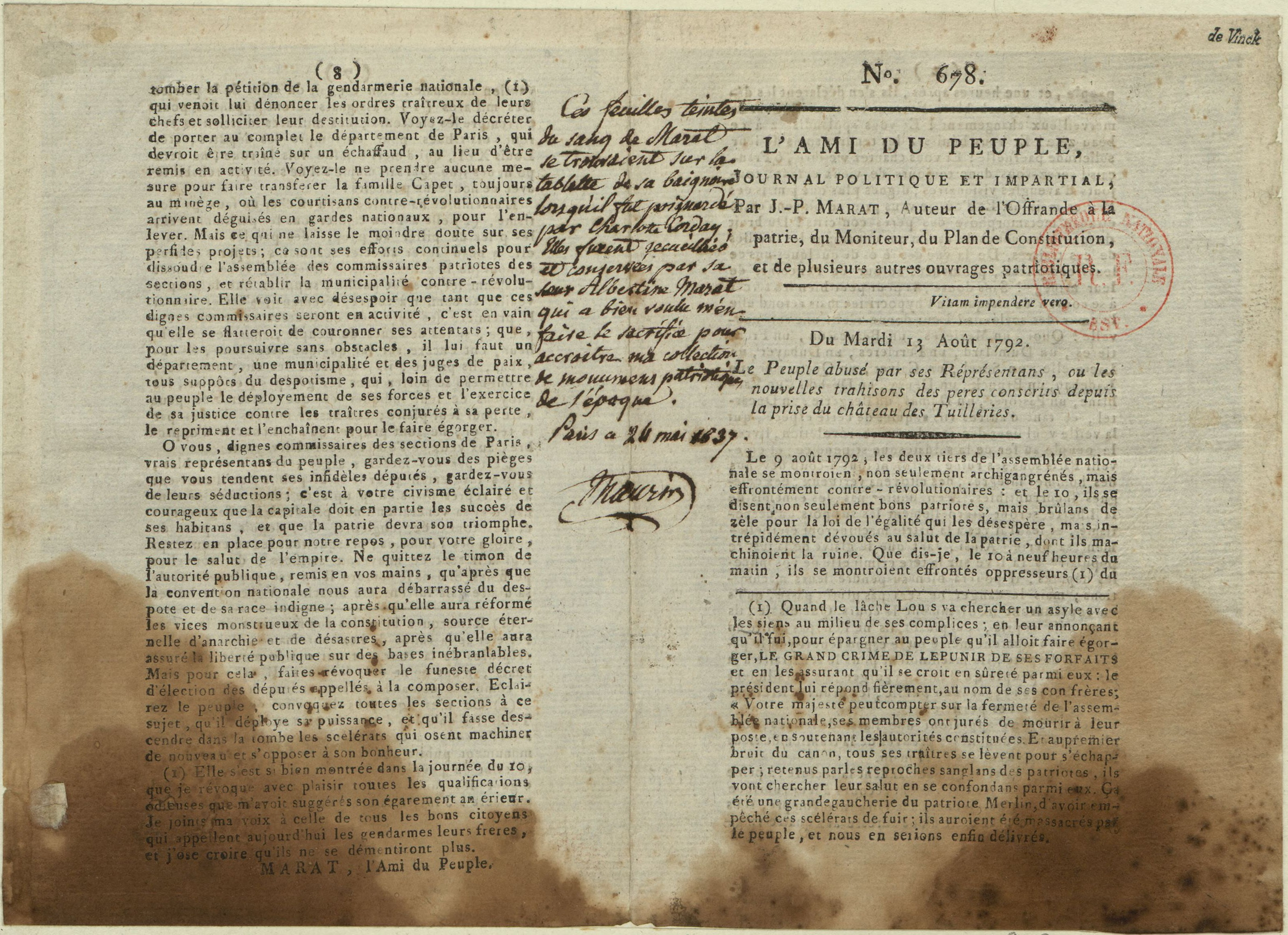
Copie de L'Ami du Peuple maculé du sang de Marat, 1792.

Sous la Législative, dès la première quinzaine de décembre 1791 — et parmi les premiers futurs montagnards engagés dans cette lutte — Marat combat vigoureusement le bellicisme girondin dans L'Ami du peuple. Le 15 décembre 1791, il publie un plan de guerre défensive. Après cette date, pour des raisons financières, il doit suspendre sa publication jusqu'au début avril 1792, mais dès lors, plus radicalement que Robespierre, il reprend le cap, tenant même un discours défaitiste après le 20 avril 1792 ; la crainte de voir la guerre profiter à La Fayette que les députés girondins ne veulent pas destituer, motive sa décision et l'expose à de nouvelles poursuites judiciaires. En novembre 1792, presque seul il s'abstient dans le vote sur l'annexion de la Savoie à la France ; et en ce qui concerne les territoires occupés par la France, il prêche à l'hiver 1792-1793, la modération à l'égard des forces aristocratiques et du clergé que les brissotins veulent exclure de la vie politique. Tout cela n'était pas contradictoire avec sa plaidoirie pour la guerre à outrance contre les puissances coalisées, dans la mesure où elle était devenue défensive. Juste avant sa mort le 12 juillet 1793, à l'occasion d'un renouvellement, il demande l'éviction de Bertrand Barère du Comité de salut public qui, montagnard non jacobin, est toujours partisan de la guerre d'attaque. Ce sont toutes ces données qui le font apparaître  par Thomas Paine et les conventionnels dits « modérés » (mais comme Barère et la Gironde, d'anciens bellicistes) comme l'allié objectif de William Pitt qui se félicite du « soutien » de Marat à « sa politique guerrière » et à son rôle actif dans la première « saignée » — la proscription des girondins — pratiquée au sein de la Convention. Et pour cause : ce sont eux qui à nouveau font déclarer la guerre  à l'Angleterre, le 1er février 1793 (sur rapport de Brissot). Au Parlement britannique, le Premier ministre argue de l'instabilité du gouvernement français. Il est imprudent, prétend-il, de traiter avec un comité « qui est changé et renouvelé tous les quinze jours », et dont les membres, à supposer qu'ils veulent conclure un arrangement, se trouvent dans le cas d'être guillotinés ou pendus avant l'arrangement des ratifications. Le cabinet britannique rejette donc dans l'immédiat toute tentative d'accommodement. « Si nous traitions avec Marat, avant la fin de la négociation, il retomberait dans la lie populaire dont il est sorti et laisserait la place à un scélérat encore plus désespéré que lui. » Pour autant du 31 mai au 2 juin 1793, Marat demande et obtient une indulgence relative pour la Gironde : Jean-Baptiste Boyer-Fonfrède, François Lanthenas, Jean Dussaulx et Jean-François Ducos sont rayés, sur sa demande, des listes de proscription de la Gironde par la nouvelle convention montagnarde. Le 6 juillet 1793, Marat est nommé symboliquement au comité colonial — une décision interprétée comme un signe de radicalisation croissante au sein du gouvernement révolutionnaire. Son influence réelle dans ce domaine reste toutefois limitée en raison de son état de santé.

### Assassinat

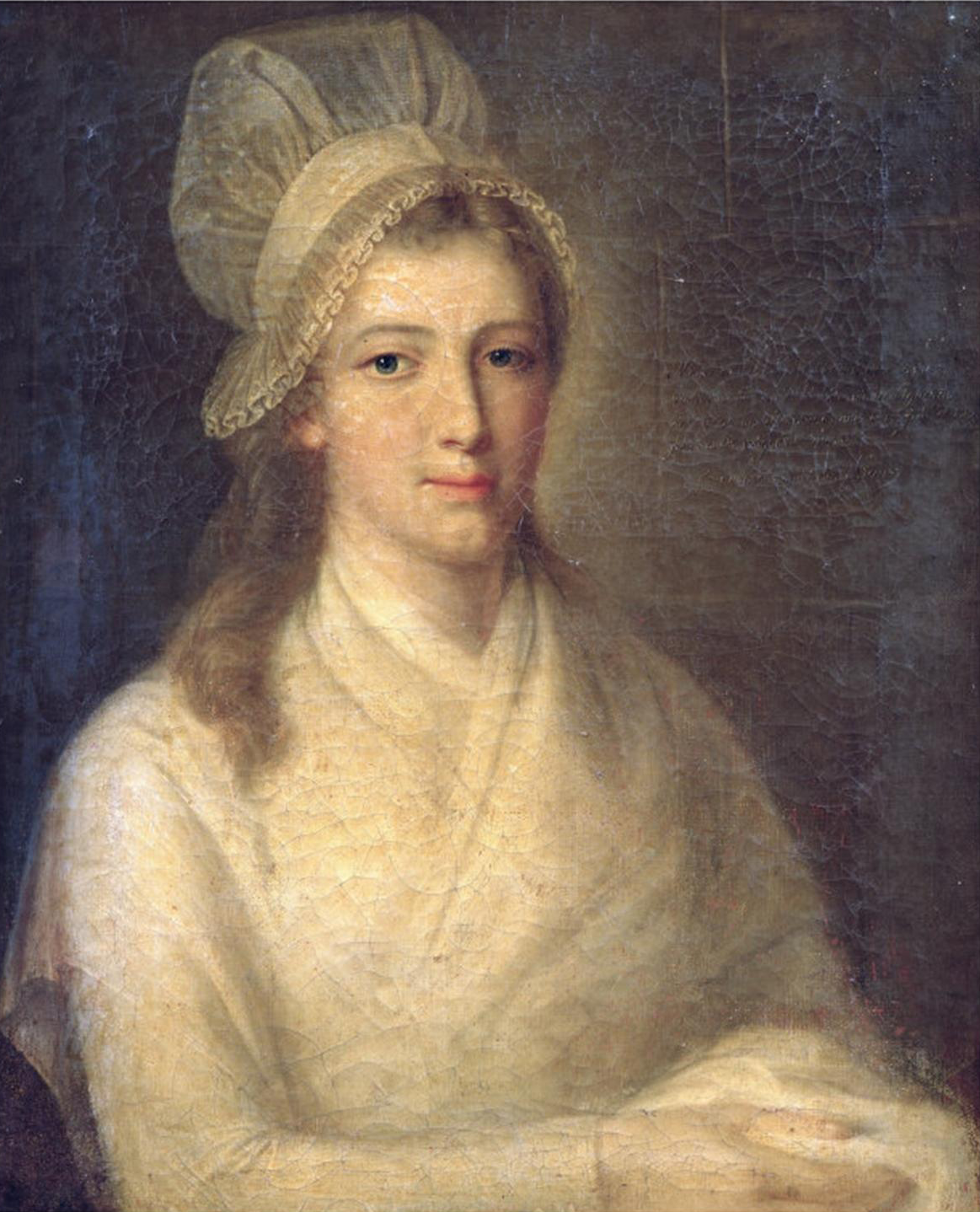
Portrait de Charlotte Corday, Jean-Jacques Hauer, (XVIIIe siècle)

Depuis le 3 juin 1793, Marat ne se présente plus à la Convention. L’évolution de sa maladie l’empêche de paraître en public. D’après le docteur Souberbielle, l’origine du mal était herpétique. Le docteur Cabanès a avancé la probabilité d’une forme grave d’eczéma ou des conséquences d’un diabète. D'autres maladies sont évoquées : dermatite herpétiforme, scabiose, dermite séborrhéique. Les dernières recherches privilégient l'hypothèse de la dermatite séborrhéique,. Sa maladie de la peau a commencé à l’aine et s’est ensuite répandue sur tout son corps, causant de terribles démangeaisons et des ulcères douloureux. À partir du 20 juin, son état s’aggrave et l’oblige à prendre continuellement des bains curatifs au soufre dans sa baignoire sabot en cuivre, ainsi qu'à envelopper sa tête d'un mouchoir trempé de vinaigre pour soulager ses migraines. Mais, de cette baignoire équipée d'une écritoire, il envoie régulièrement des lettres à la Convention qui ne sont jamais discutées.

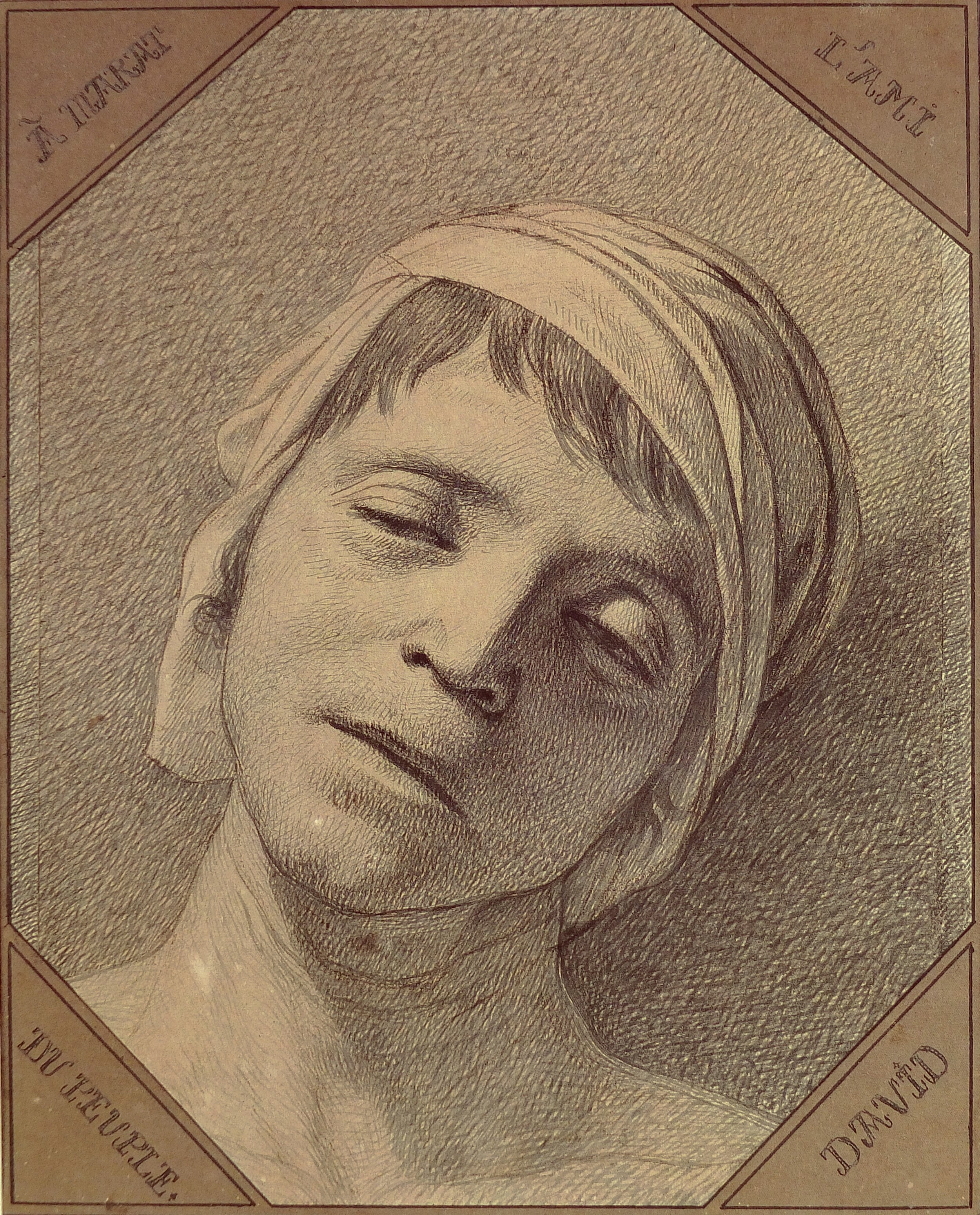
Étude de Jacques-Louis David : visage de Marat d'après son masque mortuaire, musée national du château de Versailles.

Marie-Anne Charlotte de Corday d’Armont, issue de la noblesse de Caen et descendante en droite ligne de Pierre Corneille, prend connaissance des événements révolutionnaires en rencontrant plusieurs députés girondins qui se sont réfugiés à Caen après leur mise en accusation par la Convention. Bien qu'ouverte aux idées nouvelles, la jeune femme est indignée par les excès de la Révolution. Considérant Marat comme un tyran et le principal instigateur des massacres révolutionnaires, elle décide de l'éliminer.
Le 11 juillet 1793, elle arrive à Paris dans l’intention d’assassiner Marat dans l’assemblée, mais doit revoir ses plans en ayant appris son absence à la Convention. Le 12 juillet, Marat reçoit la visite de députés jacobins, dont le peintre Jacques-Louis David, qui sont les derniers à le voir vivant. Le 13 juillet, Charlotte Corday se présente une première fois au domicile du tribun, au 30 rue des Cordeliers, en fin de matinée mais Simone Évrard, sa compagne, refuse de la laisser entrer. Elle essaye une deuxième fois d’entrer en contact sans succès, mais elle fait communiquer une lettre qu’elle a écrite communiquant des informations sur un prétendu complot. À la troisième tentative, c’est Marat lui-même qui demande qu’on la laisse entrer. Après un entretien qui, selon Simone Évrard, dure environ un quart d’heure, Charlotte Corday sort un couteau et frappe Marat à la poitrine, le trajet de la lame qui traverse le poumon droit, l’aorte et le cœur, entraîne sa mort dans sa baignoire.
Charlotte Corday est arrêtée sur les lieux du meurtre et, après son jugement par le Tribunal révolutionnaire, guillotinée le 17 juillet 1793.

### Après l’assassinat
Le peintre et conventionnel Jacques-Louis David est chargé de préparer les funérailles de Marat qui, surtout uni à Lepeletier de Saint-Fargeau, est présenté comme martyr de la Liberté, avec toute la phraséologie chère à l’époque. Cet épisode de communication intense ne dure que quelques mois, mais a un fort impact, y compris historiographique. Le 15 juillet, David prépare l’exposition du corps aux Cordeliers, mais l’état de décomposition, dû à une chaleur intense, ne permet pas de montrer Marat au public, le peintre décide de le recouvrir entièrement d’un drap, sauf la plaie causée par l’assassinat. Grand organisateur des cérémonies, David prévoit pour le mardi 16 juillet 1793 un impressionnant cortège qui part vers 18 heures. Le convoi part de la rue des Cordeliers, passe par la rue de Thionville (actuelle rue Dauphine), le pont-Neuf, le quai de la Ferraille et remonte jusqu’au Théâtre-Français, pour se rendre aux Cordeliers, où a lieu l’inhumation. La réalisation du tombeau est confiée à son ami le sculpteur François Martin. Un peuple immense défile toute la nuit, à la lueur des flambeaux. Le Club des cordeliers a demandé à déposer dans le lieu de ses séances le « cœur » de Marat, il rejoint celui de Buirette de Verrières qui y est déjà exposé. Dans les semaines qui suivent, des centaines d’hommages seront faits à l’Ami du peuple à travers la France et des statues des « martyrs » sont inaugurées un peu partout[réf. souhaitée]. Plusieurs villes de France, comme Saint-Nazaire-sur-Charente ou Le Havre se baptisent « Marat ». C'est l’affaire de quelques mois. Aujourd’hui encore, quelques rues (Bordeaux, Ivry-sur-Seine, Décines-Charpieu) portent son nom. 

#### Représentations de l'assassinat de Marat

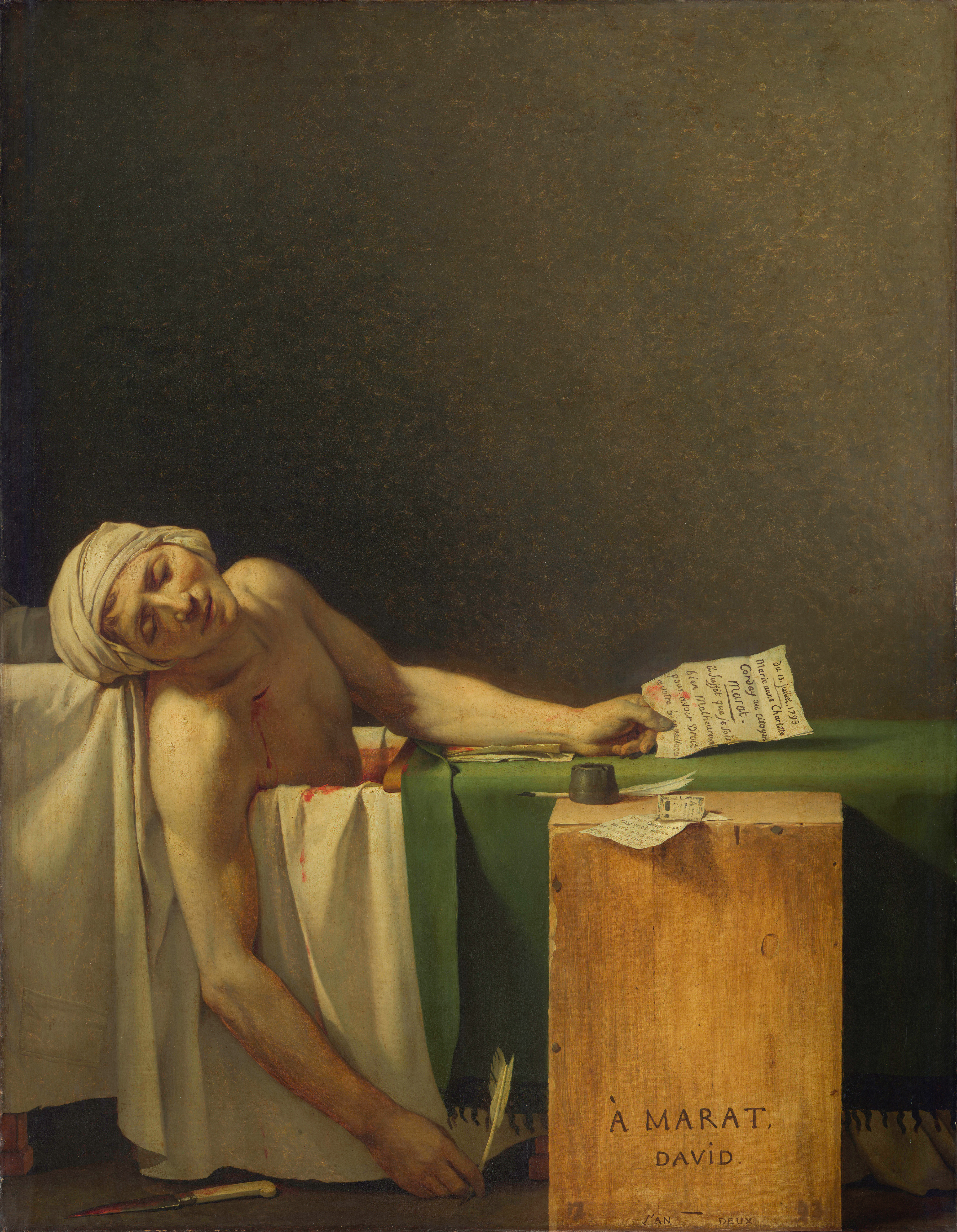
Jacques-Louis David, La Mort de Marat (1793), musées royaux des Beaux-Arts de Belgique.
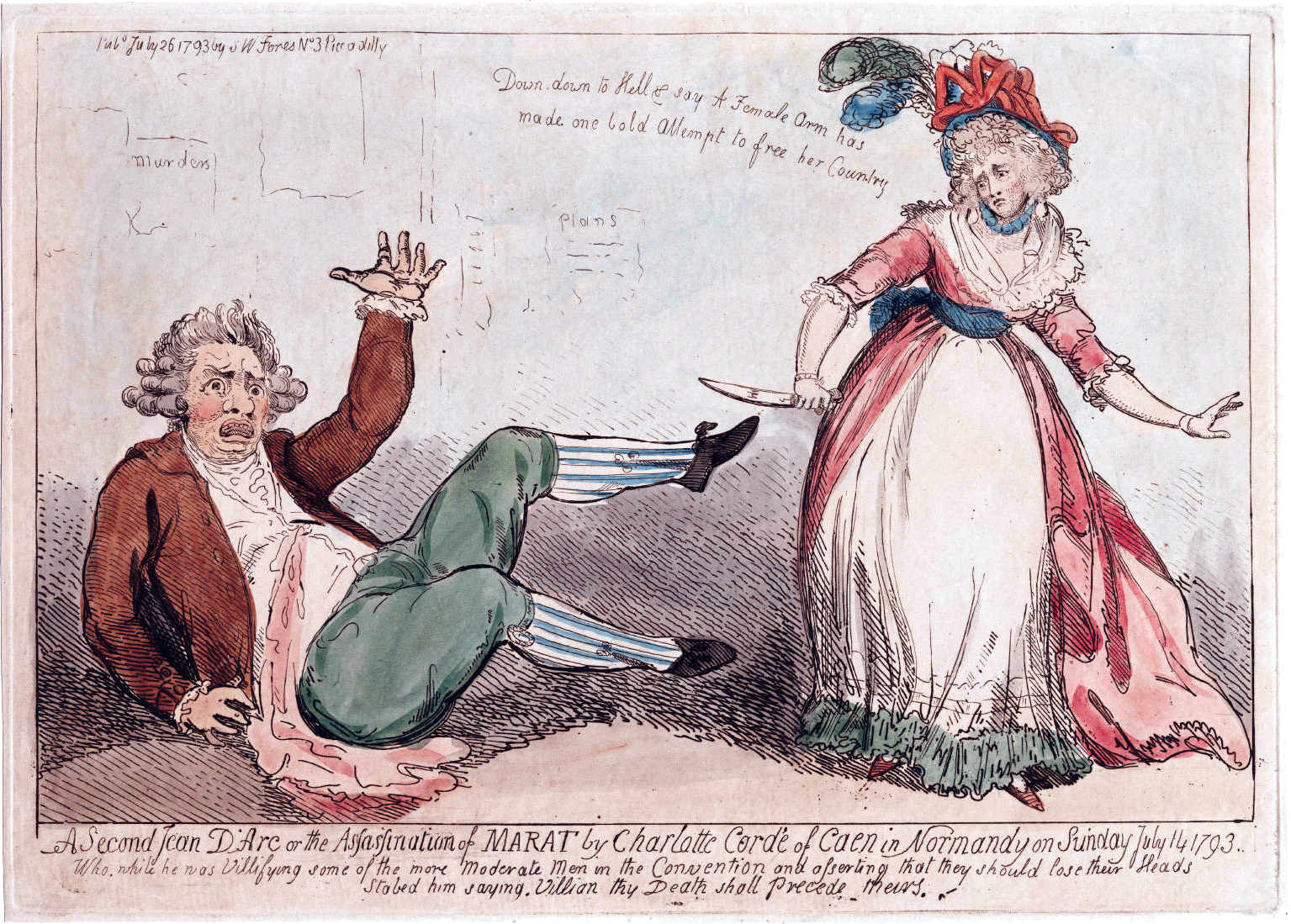
L'assassinat de Marat par Isaac Cruikshank (1793).
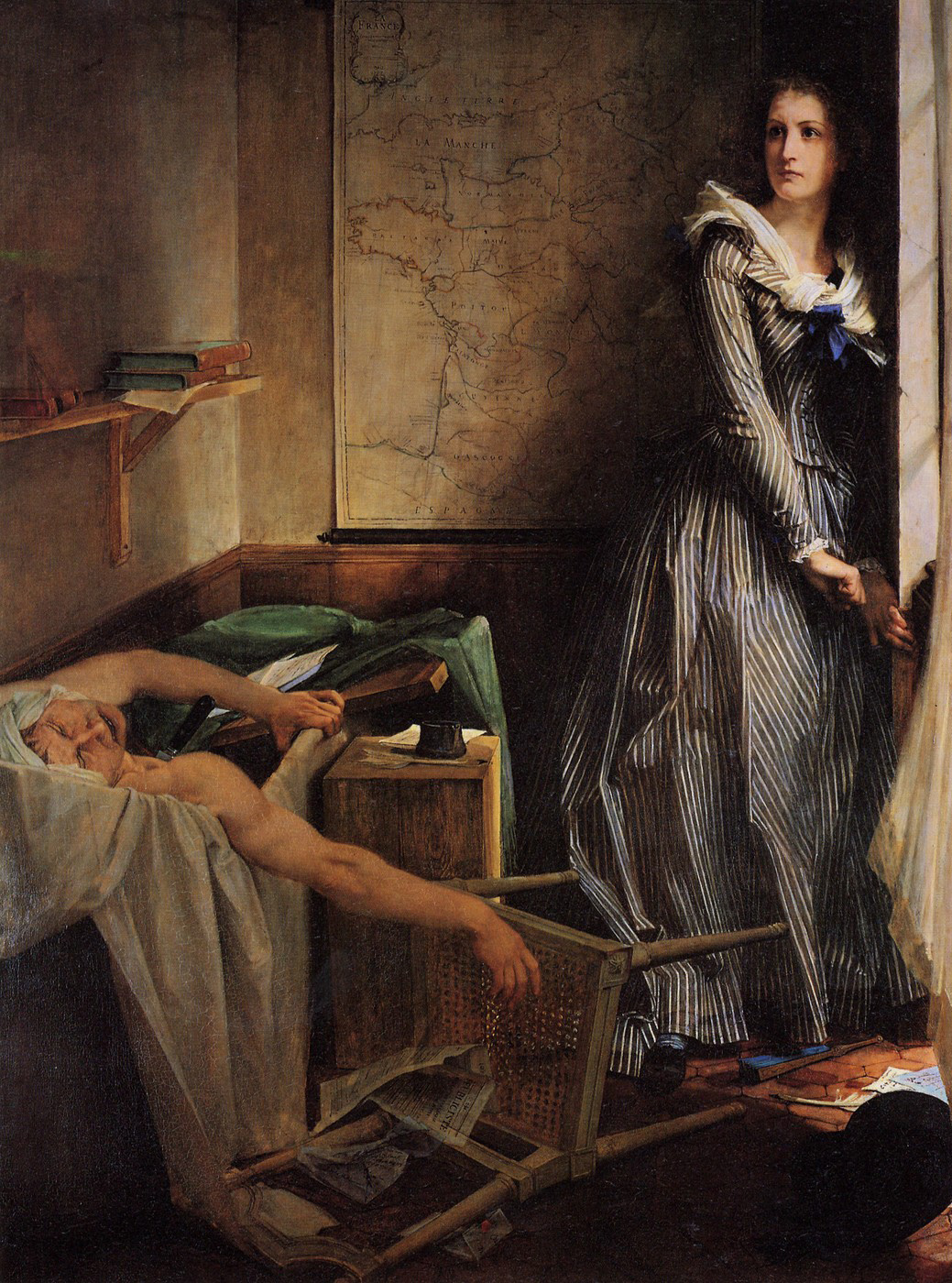
L’assassinat de Marat au XIXe siècle par Baudry (1860).
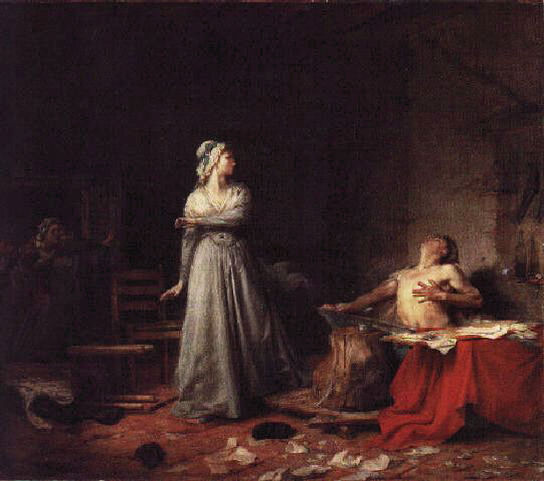
Santiago Rebull, La Mort de Marat (1875), localisation inconnue.
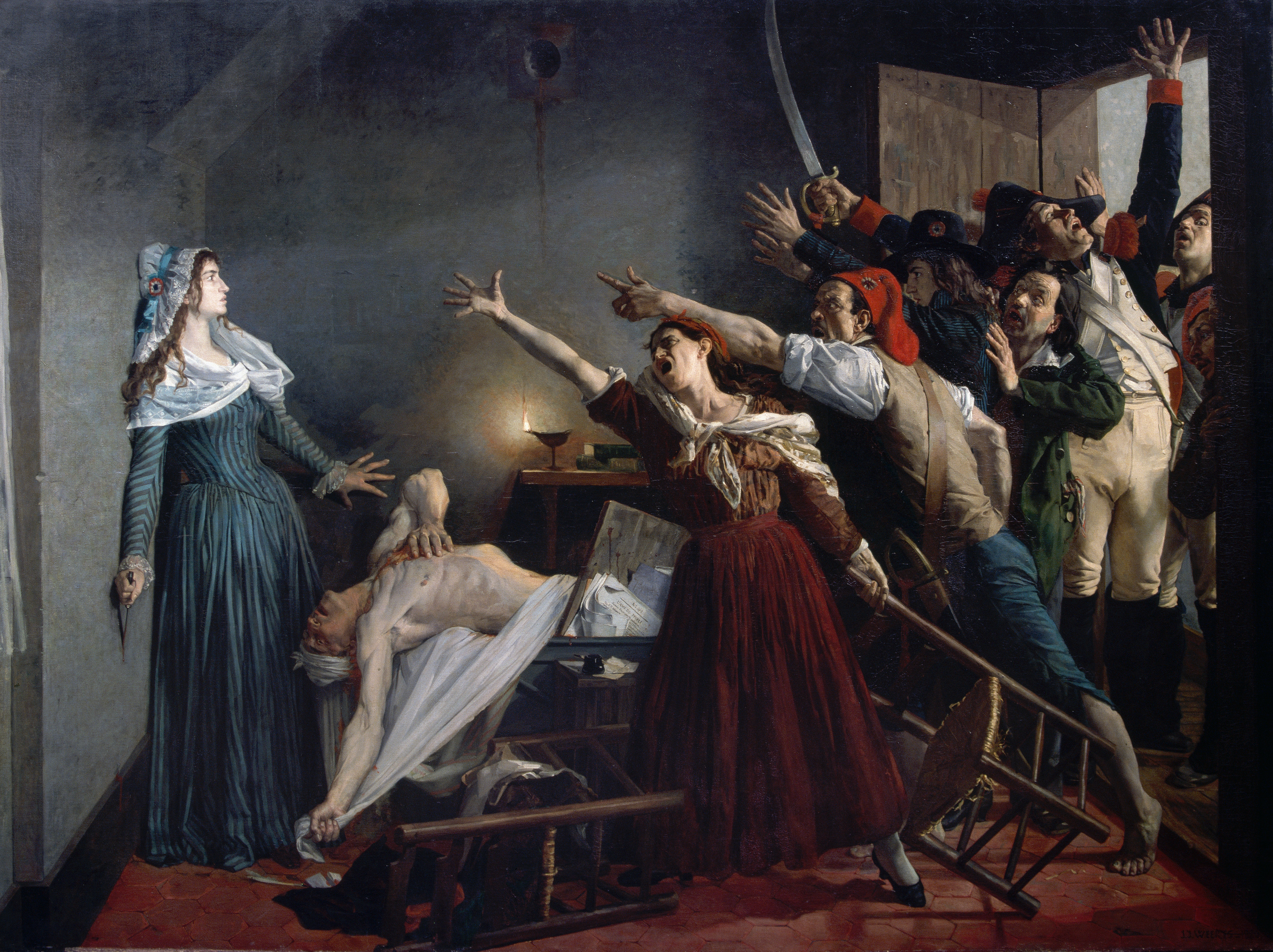
L'Assassinat de Marat, par Jean-Joseph Weerts (1880).

### Hommages

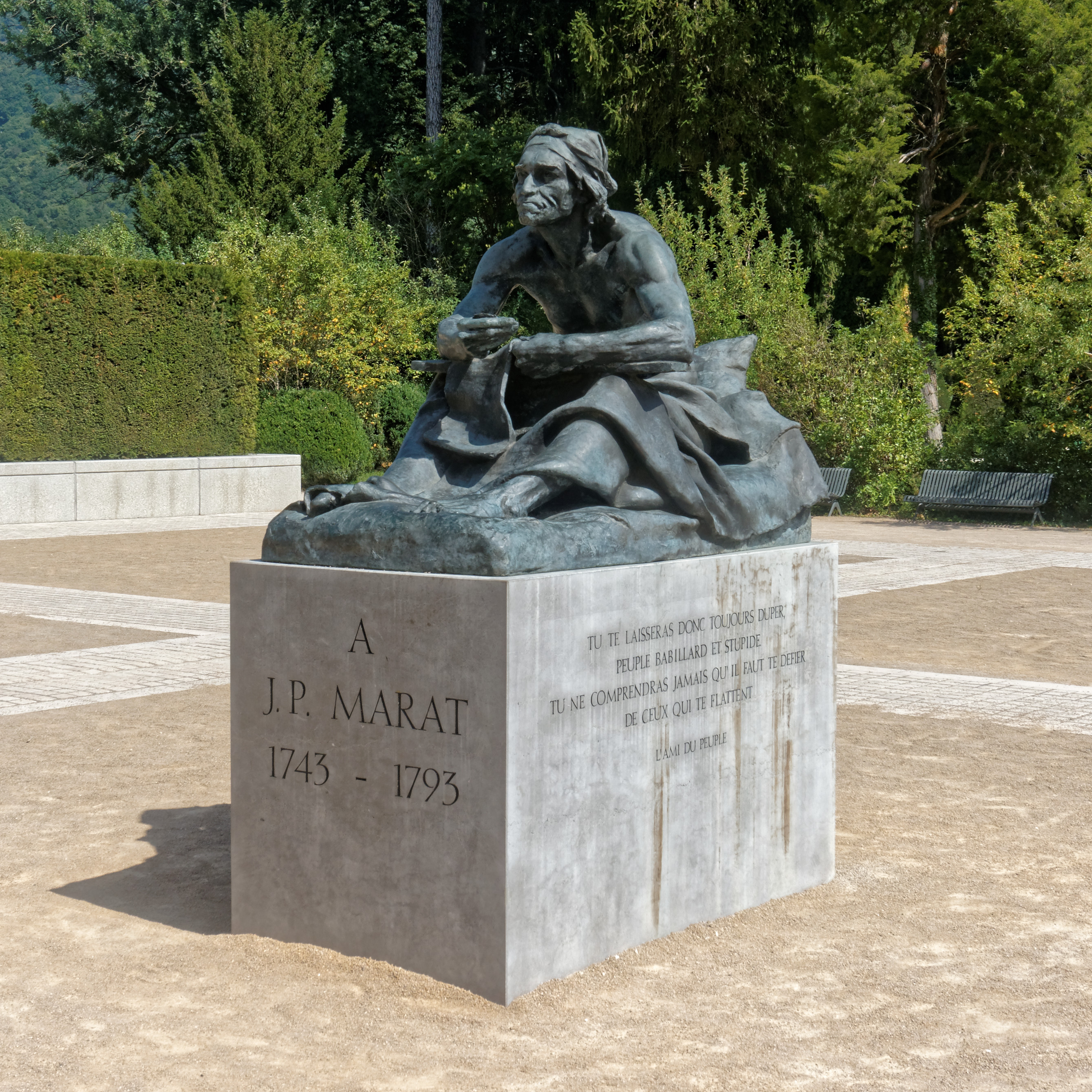
Jean Baffier. Sculpture de Marat face à l'entrée du musée de la Révolution française.

Le 25 juillet 1793, la rue des Cordeliers, où a été assassiné Marat à son domicile, est baptisée rue Marat, en même temps que l'on renomme la rue de l'Observance, place de l’Ami du Peuple. Marat est « panthéonisé » en novembre 1793 et entre au Panthéon le 21 septembre 1794, mais dès le 8 février 1795, un nouveau décret le dépanthéonise en précisant que l’image d’aucun citoyen ne figurera plus dans l’Assemblée ou en un lieu public quelconque que dix ans après sa mort. Le Moniteur du 16 pluviôse an III (4 février 1795), relate comment, deux jours plus tôt, « des enfants ont promené » un buste de Marat « en l’accablant de reproches [et] l’ont ensuite jeté dans l’égout, en lui criant : « Marat, voilà ton Panthéon ! » » Le 10 février, le monument élevé à sa mémoire sur la place du Carrousel est détruit. Puis un vaste mouvement d'autodafés et de bris de bustes gagne les départements.
Les restes du cadavre sont inhumés dans le cimetière de Sainte-Geneviève (disparu aujourd'hui, recouvert en partie par les immeubles de la bibliothèque Sainte-Geneviève), près de l'église Saint-Étienne-du-Mont. Le 26 février, son tableau est rendu à David qui le conserve jusqu’en 1820, date à laquelle il est confié à Antoine-Jean Gros qui le cache à Paris jusqu'à la mort du peintre.
En hommage à Marat, plusieurs communes ont été rebaptisées Marathon sous la Terreur : Saint-Maximin-la-Sainte-Baume, Saint-Étienne-de-Saint-Geoirs...
En mars 1921, le cuirassé russe Petropavlovsk est renommé Marat jusqu'à son démantèlement en 1952. En 1989, à l'occasion du bicentenaire de la Révolution, un téléfilm intitulé Les Jupons de la Révolution : Marat est consacré à la vie du révolutionnaire. Le rôle de Marat adulte étant tenu par l'acteur Richard Bohringer.
En 2012, une sculpture en bronze de Jean-Paul Marat est réalisée par la fonderie Barthélemy Art, d'après le second modèle en plâtre de Jean Baffier de 1883, afin d'être installée sur le parvis du musée de la Révolution française à Vizille. Une première version en bronze de 1883 avait été achetée par la ville de Paris et installée dans différents parcs publics, le parc Montsouris puis les jardins du musée Carnavalet et enfin le parc des Buttes-Chaumont avant d'être fondue sous le régime de Vichy, dans le cadre de la mobilisation des métaux non ferreux. Sur l'énorme bloc de pierre supportant la sculpture, une citation extraite du journal de Marat, L'Ami du peuple, est gravée : « Tu te laisseras donc toujours duper, peuple babillard et stupide. Tu ne comprendras jamais qu'il faut te défier de ceux qui te flattent ».

#### Ouvrages de Jean-Paul Marat
- An Essay on the human soul, Londres, 1772.
- A Philosophical Essay on Man, being an attempt to investigate the principles and laws of reciprocal influences of the soul and body. Vol. I; Vol. II, 2 dln. (London 1773)
  - De l'homme ou les principes et les loix de l'influence de l'âme sur le corps et du corps sur l'âme. Tome premier; Tome second; Tome troisieme (Amsterdam 1775-1776)
- Chains of slavery. A work wherein the clandestine and villainous attempts of princes to ruin liberty are pointed out and the dreadful scenes of despotism disclosed (1774)
- Les Chaînes de l'esclavage, 1774 [lire en ligne].
- An essay on gleets; wherein the defects of the actual method of treating those complaints of the urethra are pointed out, and an effectual way of curing them indicated (London, 1775)
- Enquiry into the Nature, Cause, and Cure of a Singular Disease of the Eyes (1776)
- Découvertes de M. Marat, docteur en médecine & médecin des gardes du corps de monseigneur le comte d'Artois sur le feu, l'électricité et la lumière, constatées par une suite d'expériences nouvelles qui viennent d'être vérifiées par MM. les commissaires de l'Académie des sciences (1779)
- Plan de législation criminelle (Neufchâtel 1780)
- Recherches physiques sur le Feu (Paris 1780)
- Recherches physiques sur l'Electricité (Paris , 1782)
- Mémoire sur l'électricité médicale (1783)
- Notions elementaires d'optique (1784)
- Lettres de l'observateur Bon-Sens à M. de ***, sur la fatale catastrophe des infortunés Pilatre de Rozier & Ronzain, les aéronautes et l'aérostation (1785)
- Observations de M. l'amateur Avec à M. l'abbé Sans (1785)
- Éloge de Charles de Secondat (1785)
- L'Optique de Newton (1787) — traduction
- Mémoires académiques, ou Nouvelles découvertes sur la Lumière, relatives aux points les plus importants de l'optique (1788)
- L'Offrande à la Patrie, ou Discours au Tiers-État de France (1789)
- La Constitution ou Projet des droits de l'homme et du citoyen, suivi d'un plan de constitution (1789)
- Plan de Constitution juste, sage et libre (1789)
- Tableau des vices de la Constitution anglaise (1789)
- Avis au peuple ou les ministres dévoilés (1789)
- Projet dévoilé de leurrer le peuple et d'empêcher la Révolution (1789)
- Nouvelle dénonciation de M. Marat, l'ami du peuple, contre M. Necker, premier ministre des finances, ou supplément à la dénonciation ou d'un citoyen contre un agent de l'autorité (1790)
- Les Charlatans modernes, ou Lettres sur le charlatanisme académique (1791)
- Acte d'accusation contre Marat, député à la Convention nationale. Du 20 avril 1793 (1793)
- Lettre de Marat aux Jacobins (1793)
- Marat, textes choisis, présentés par Claude Mossé, Paris Éditions Sociales, les classiques du peuple, 1950.
- Jean-Paul Marat : Écrits, textes présentés par Michel Vovelle, Paris, Éditions sociales/ La Dispute, 1988.
- Œuvres politiques de Marat présentées par Jacques de Cock et Charlotte Goetz, Bruxelles, Éditions Pôle Nord, 1989-1995, 10 volumes.
- Journal de la République française, 1793.
- Les Chaînes de l'esclavage (1774), nouvelle édition scientifique présentée par Jean-Luc Chappey, Lille, Éditions Laborintus, 2016  (ISBN 979-10-94464-10-6).
- Les Chaînes de l'esclavage (1774), texte de l'édition de 1792 (dite Édition de l'An I, avec les notes) publiée par l'auteur et conservée par la BNF. Paris : Union générale d'Éditions, 1972, 312 pages, Collection 10-18, no 689.

#### Études historiques et essais
- Alfred Bougeart, Marat, l'ami du peuple, Paris, A. Lacroix, Verboeckhoven & Ce Éditeurs, 1865, 2 vol., 438 pages [Texte intégral], [Volume 1].
- François Chevremont, Esprit politique et scientifique de l'œuvre de Marat, 2 volumes, Paris, 1880.
- Augustin Cabanès, Marat inconnu L'homme privé, le médecin, le savant, 1re édition 1891 ; 4e édition Paris, Abin Michel.
- Augustin Kuscinsky, « Marat Jean-Paul », Dictionnaire des conventionnels, 1916.
- (en) Louis R. Gottschalk, A Study of Radicalism, New-York, Londres, 1927.
- Gérard Walter, « Marat à la veille du 10 août », Annales historiques de la Révolution française, no 47,‎ septembre-octobre 1931, p. 418-430 (lire en ligne).
- Gérard Walter, Marat, Paris, Albin Michel, coll. « Les Grands révolutionnaires : études historiques », 1933, 448 p.Nouvelle édition : Gérard Walter, Marat, Paris, Albin Michel, 1960, 506 p.
- Frantz Funck-Brentano, Marat, ou le Mensonge des mots, Paris, Grasset, 1941.
- Charles Reber, Un homme cherche la liberté. Jean-Paul Marat, Boudry-Neuchâtel, Éditions A la Baconnière, 1950.
- Jean Massin, Marat, Paris, Club français du livre, coll. « Portraits de l'histoire », 1960, 306 p. (présentation en ligne)Nouvelle édition : Jean Massin, Marat, Aix-en-Provence, Alinéa, 1988, 2e éd. (1re éd. 1960), 308 p. (ISBN 2-904631-58-5).
- Jean Jaurès, Histoire socialiste de la Révolution française, 1901-1908, réédition, Paris, Éditions sociales, 6 volumes, 1968.
- Jean-Claude Bonnet (dir.), La Mort de Marat, Paris, Flammarion, 1986, 510 p. (ISBN 2-08-211526-7, présentation en ligne).
- Mona Ozouf, « Marat Jean-Paul », dans François Furet, Mona Ozouf (dir.), Dictionnaire critique de la Révolution française, Paris, Flammarion, 1988 (rubrique acteurs) 1992, Garnier Flammarion, 5 volumes, tome 1.
- Jacques Guilhaumou, 1793 : la mort de Marat, Bruxelles, Complexe, coll. « La Mémoire des siècles » (no 212), 1989, 169 p. (ISBN 2-87027-276-6, présentation en ligne), [présentation en ligne].
- Jean-Philippe Giboury, « Marat Jean-Paul », Dictionnaire des régicides, Paris, Perrin, 1989.
- Michel Vovelle, « Marat Jean-Paul », dans Albert Soboul, Jean-René Surrateau (dir.) Dictionnaire Historique de la Révolution française, Paris, Presses universitaires de France, 1989.
- Olivier Coquard, « Le Paris de Marat », dans Paris et la Révolution : actes du colloque de Paris I, 14-16 avril 1989, Paris, Publications de la Sorbonne, coll. « Histoire moderne » (no 22), 1989, XI-391 p. (présentation en ligne), p. 173-184.

- Michaël La Chance, « L’esprit de la Révolution : le vertige », Études françaises, vol. 25, nos 2-3,‎ automne 1989, p. 25-36 (lire en ligne).

- Olivier Coquard, « La politique de Marat », Annales historiques de la Révolution française, no 285,‎ juillet-septembre 1991, p. 325-351 (lire en ligne).
- Olivier Coquard, « Un inédit de Marat », Annales historiques de la Révolution française, no 285,‎ juillet-septembre 1991, p. 377-379 (lire en ligne).
- Olivier Coquard, « Marat : biographie d'un homme des Lumières devenu l'Ami du peuple », Annales historiques de la Révolution française, no 292,‎ avril-juin 1993, p. 295-301 (lire en ligne).
- Olivier Coquard, Marat, Paris, Fayard, 1993, 569 p. (ISBN 2-213-03066-9, présentation en ligne).
- Olivier Coquard, « Marat et Robespierre : la rencontre de deux politiques révolutionnaires », dans Jean-Pierre Jessenne, Gilles Deregnaucourt, Jean-Pierre Hirsch, Hervé Leuwers (dir.), Robespierre. De la nation artésienne à la République et aux nations : actes du colloque, Arras, 1-2-3 avril 1993 / [organisé par le] Centre d'histoire de la région du Nord et de l'Europe du Nord-Ouest, Villeneuve-d'Ascq, Centre d'histoire de la région du Nord et de l'Europe du Nord-Ouest, coll. « Histoire et littérature régionales » (no 11), 1994, 458 p. (ISBN 2-905637-22-6, lire en ligne), p. 157-166.
- Olivier Coquard, « Les « textes choisis » et l'invention du personnage : l'exemple de Marat », dans Jean-Paul Bertaud, Françoise Brunel, Catherine Duprat… [et al.] (dir.), Mélanges Michel Vovelle : sur la Révolution, approches plurielles / volume de l'Institut d'histoire de la Révolution française, Paris, Société des Études Robespierristes, coll. « Bibliothèque d'histoire révolutionnaire. Nouvelle série » (no 2), 1997, XXVI-598 p. (ISBN 2-908327-39-2), p. 329-342.
- Jacques De Cock, « Marat et le « vrai nom des choses » », Mots, no 23 « Le discours des sondages d'opinion »,‎ juin 1990, p. 111-114 (lire en ligne).
- Jacques De Cock, « Marat, prophète de la Terreur ? », Annales historiques de la Révolution française, no 300 « L'an II »,‎ avril-juin 1995, p. 261-269 (lire en ligne).
- Jean-Bernard et Jean-François Lemaire, Jean-Pierre Poirier, Marat homme de science ?, Le Plessis-Robinson, Synthélabo, Les Empêcheurs de penser en rond, 1993, 225 p.
- Lorenzo Giani, « Le réalisme politique de Jean-Paul Marat, député de la Convention », Annales historiques de la Révolution française, no 306,‎ octobre-décembre 1996, p. 675-692 (lire en ligne).
- Charlotte Goëtz, Marat en Famille. La saga des Mara[t], 2 vol., Bruxelles, Pôle Nord, 2001.
- EPFL, Mémoires académiques, ou nouvelles découvertes sur la lumière ([PDF] [lire en ligne]).
- Julien Louvrier, « Marx, le marxisme et les historiens de la Révolution française au XXe siècle», Cahiers d'histoire. Revue d'histoire critique, no 102, 2007 ([lire en ligne], mis en ligne le 21 septembre 2009, consulté le 24 mai 2014]).
- Guillaume Mazeau (préf. Jean-Clément Martin), Le bain de l'histoire : Charlotte Corday et l'attentat contre Marat (1793-2009), Seyssel, Champ Vallon, coll. « La Chose publique », 2009, 426 p. (ISBN 978-2-87673-501-9, présentation en ligne), [présentation en ligne], [présentation en ligne], [présentation en ligne], [présentation en ligne], [présentation en ligne].
- Guillaume Mazeau, « La violence évitée : citoyens ordinaires face à l’assassinat de Marat », Revue d'histoire moderne et contemporaine, nos 57-1,‎ 2010, p. 7-24 (lire en ligne).
- (en) Rachel Hammersley, The English Republican tradition and eighteenth-century France : Between the ancients and the moderns, Manchester, Manchester University Press, coll. « Press Studies in Early Modern European History », 2010, XI-239 p. (ISBN 978-0-7190-7932-0), « The British origins of Jean-Paul Marat's revolutionary radicalism », p. 137-152.
- Julien Broch, « L’autopsie du cœur des rois dans Les chaines de l’esclavage (1774) du docteur Marat », in J. Broch (dir.), Médecins et politique (XVIe– XXesiècles). Études d’histoire des idées politiques et sociales, Bordeaux, LEH Édition, coll. « Les Cahiers du droit de la santé », 2019, p. 67-94.

### Fictions

#### Livres
- Joseph Balsamo, roman d'Alexandre Dumas (1853).
- Ingénue, roman d'Alexandre Dumas (1853).
- Quatrevingt-treize, roman de Victor Hugo (1874).
- Marat ne dort jamais, roman de Pierre Lepère, Éditions de la Différence (2016).
- J'ai tué Marat, bande dessinée de Laurent-Frédéric Bollée et Olivier Martin, Vents d'Ouest (2016).

#### Films et séries
- Joseph Balsamo, mini-série en sept épisodes adaptée par Pierre Nivollet d'après le roman d'Alexandre Dumas et réalisée par André Hunebelle (1973), avec Gérard Berner dans le rôle de Jean-Paul Marat.
- Condorcet, mini-série en trois épisodes réalisée par Michel Soutter (1989), avec Jacques Denis dans le rôle de Jean-Paul Marat.
- Les Jupons de la Révolution : Marat, téléfilm de Maroun Bagdadi (1989), avec Richard Bohringer dans le rôle-titre.
- La Révolution française, film en deux parties de Robert Enrico et Richard T. Heffron (1989), avec Vittorio Mezzogiorno doublé par Michel Vigné dans le rôle de Jean-Paul Marat.

#### Théâtre
- Marat-Sade, pièce de théâtre de Peter Weiss (1963).
- La Rencontre Marat, Danton, Robespierre est une pièce de théâtre de Jean-Vincent Brisa (2014)  (ISBN 978-2-343-05618-0), inspirée par le tableau d'Alfred Loudet : Robespierre, Danton et Marat, peint en 1882, lequel avait imaginé une recontre entre les trois révolutionnaires[71].